# یوری چردنیک
یوری چردنیک (روسی: Юрий Чередник؛ زادهٔ ۲۵ ژوئن ۱۹۶۶) یک بازیکن سابق والیبال اهل روسیه است. او به همراه تیم ملی شوروی مدال نقره المپیک ۱۹۸۸ را به دست آورد.